# New York International Fringe Festival

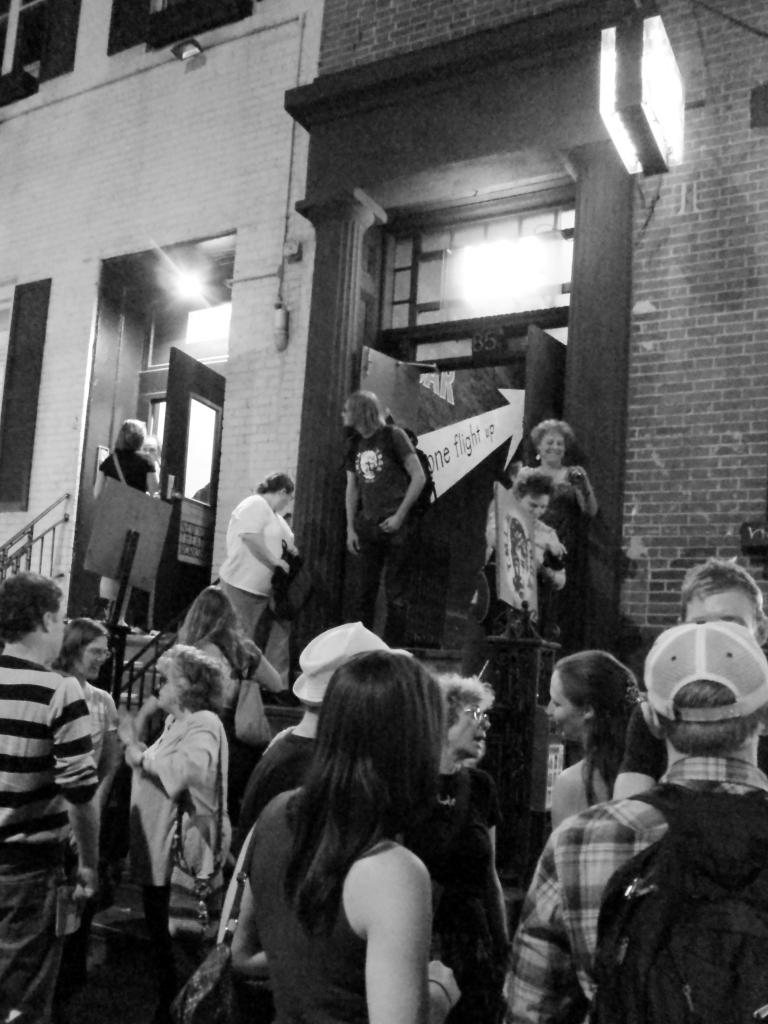
Utanför Kraine Theater, NYC

New York International Fringe Festival (eller FringeNYC) är en internationell tvåveckorlång teaterfestival för fria professionella teatergrupper. FringeNYC anordnas årligen i augusti på cirka 20 olika scener på södra Manhattan. Festivalen har ibland kallats det största mångkulturella evenemanget i hela Nordamerika. Exempelvis år 2010 anordnades festivalen mellan 13 och 29 augusti och hade över 1 200 föreställningar under två veckors tid.
FringeNYC grundades år 1996 av "The Present Company" en obunden sk. "Off-Broadway" -teatergrupp som senare blev producentbolaget för hela evenemanget. Festivalet grundades då av Aaron Beall, John Clancy, Jonathan Harris samt den nuvarande konstnärliga ledaren Elena K. Holy.
Till skillnad från många andra festival har FringeNYC en jury som väljer årligen cirka 200 teatergrupper från ett stort utbud av omkring 850 ansökande. Föreställningarna representerar ett brett urval från klassisk drama till experimentell teater.
På grund av New Yorks enorma kulturutbud får endast några få av deltagarna synlighet i massmedier, på nätet eller i dagstigningarna.
FringeNYC har haft ett flertal stora publiksuccéer och speciellt i USA välkända teaterstycken, såna som: Urinetown, Dog Sees God, The Black Rider och Charlie Victor Romero.
FringeNYC -festivalen innehåller även olika andra händelser, såsom bl.a.  FringeART (konstutställningar) FringeJR (barnföreställningar) och FringeHigh (ungdoms- och familjehändelser).